# 教改風雲

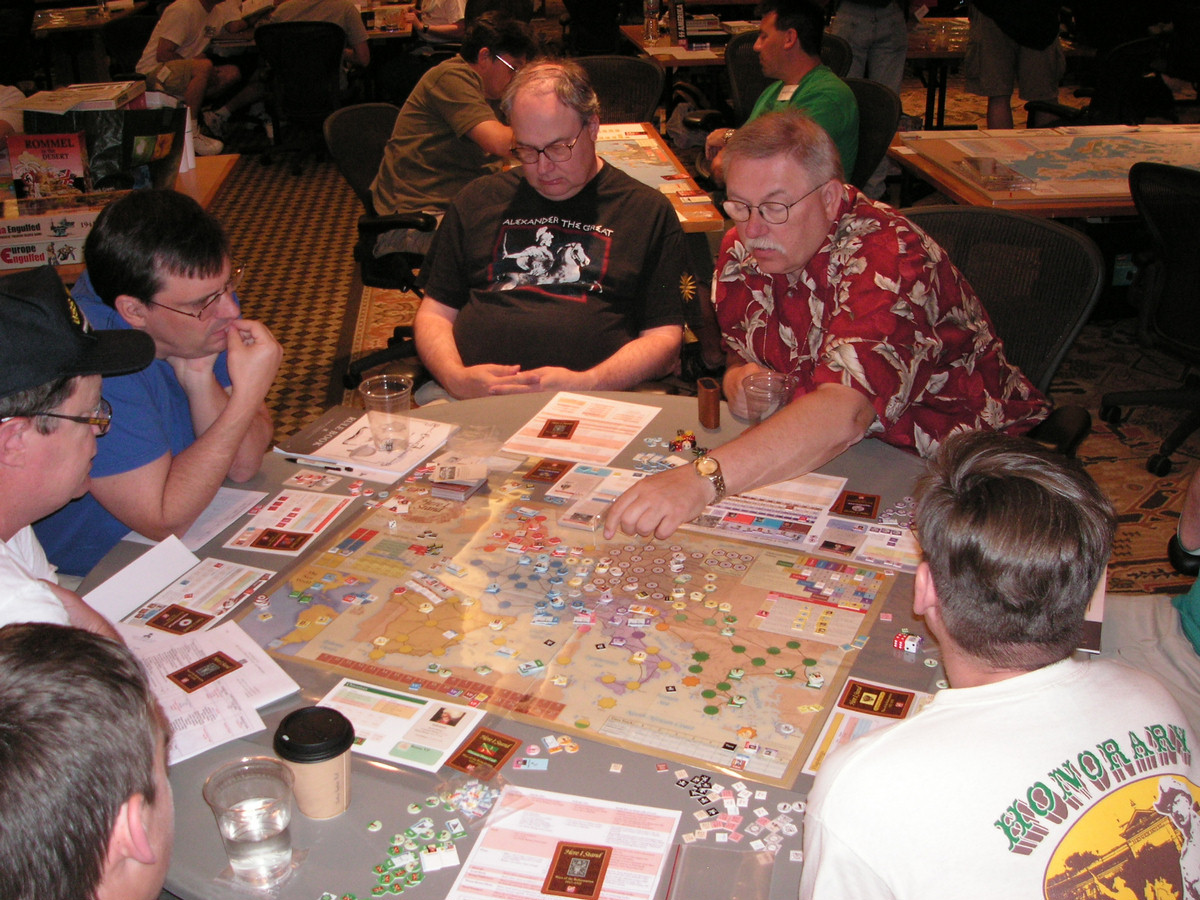
玩家競賽

《教改風雲》（英語：Here I Stand）是GMT遊戲于2006年首次发布的桌游。

## 描述
《教改風雲》是一款由卡牌驅動的战争游戏，玩家在16世纪早期宗教改革期間的欧洲進行宗教和政治鬥爭。遊戲支持2到6人，玩家在遊戲中扮演哈布斯堡、奥斯曼、英格兰、法國、教宗和新教。游戏从1517年开始，到1555年结束，共9回合，除却第一回合代表6年外，每回合代表4年。
该游戏是典型的回合制卡驱桌游，每个玩家一个接一个地在他们的回合中打出一张牌。每张卡片上都有一个数字，表示它授予玩家的“命令点”（CP）数量，以及特定事件的文本，通常玩家选择使用命令点或卡牌事件，但不能同时选择两者。指挥点用于执行各种军事、政治、宗教或探索行动，例如移动军队或舰队、围攻要塞、建立海外殖民地、召集宗教辩论或焚烧异端书籍。卡片上的事件要么代表一个特定的历史细节（例如特伦特议会），要么代表一个普遍的事件，例如贿赂敌方雇佣兵。
胜利由第一个超过25点胜利点数（VP）的玩家或游戏结束时获得最多的玩家决定。 胜利点数的获得方式多种多样，6个勢力略有不同，包括控制主要城市或选区、探索新世界、敌对宗教领袖的死亡或耻辱、建造城堡或大教堂或成功的新世界探险。

## 出版历史
《教改風雲》于2006年由GMT遊戲首次出版，由艾德·比奇、馬修·比奇和戴夫·克羅斯。
GMT遊戲于2012年出版相关续作《童貞女王》(英語：Virgin Queen)（指伊丽莎白一世），内容涵盖16世纪下半叶。
2017年出版500周年纪念版，纪念馬丁·路德发表九十五条论纲，主要是对规则的修订和完善。 

## 反響
烏利·布倫尼曼评论：「《教改風雲》提供大量的时代感，它是一款向您讲述故事的游戏。更重要的是，它比一本书或一部电影要好。只需一点点想象力，你就可以写出那个故事的一部分。」 
《教改風雲》赢得2006年查爾斯·S·羅伯茨獎二战前最佳桌遊。 
自出版以来，该游戏一直在BoardGameGeek的戰爭遊戲排名中排名接近或进入前10名。其排名在2011年左右达到顶峰，多年来一直在缓慢下降（2011至2013年排名第4，2015年排名第5，2017年第7，2019年第8，2021年第9名）。同样，其总排名也从2010年代初的前50名左右下降到2020年代初的前250名。 
 

## 外部連結
- BoardGameGeek上的教改風雲